# Велике тригонометричне дослідження

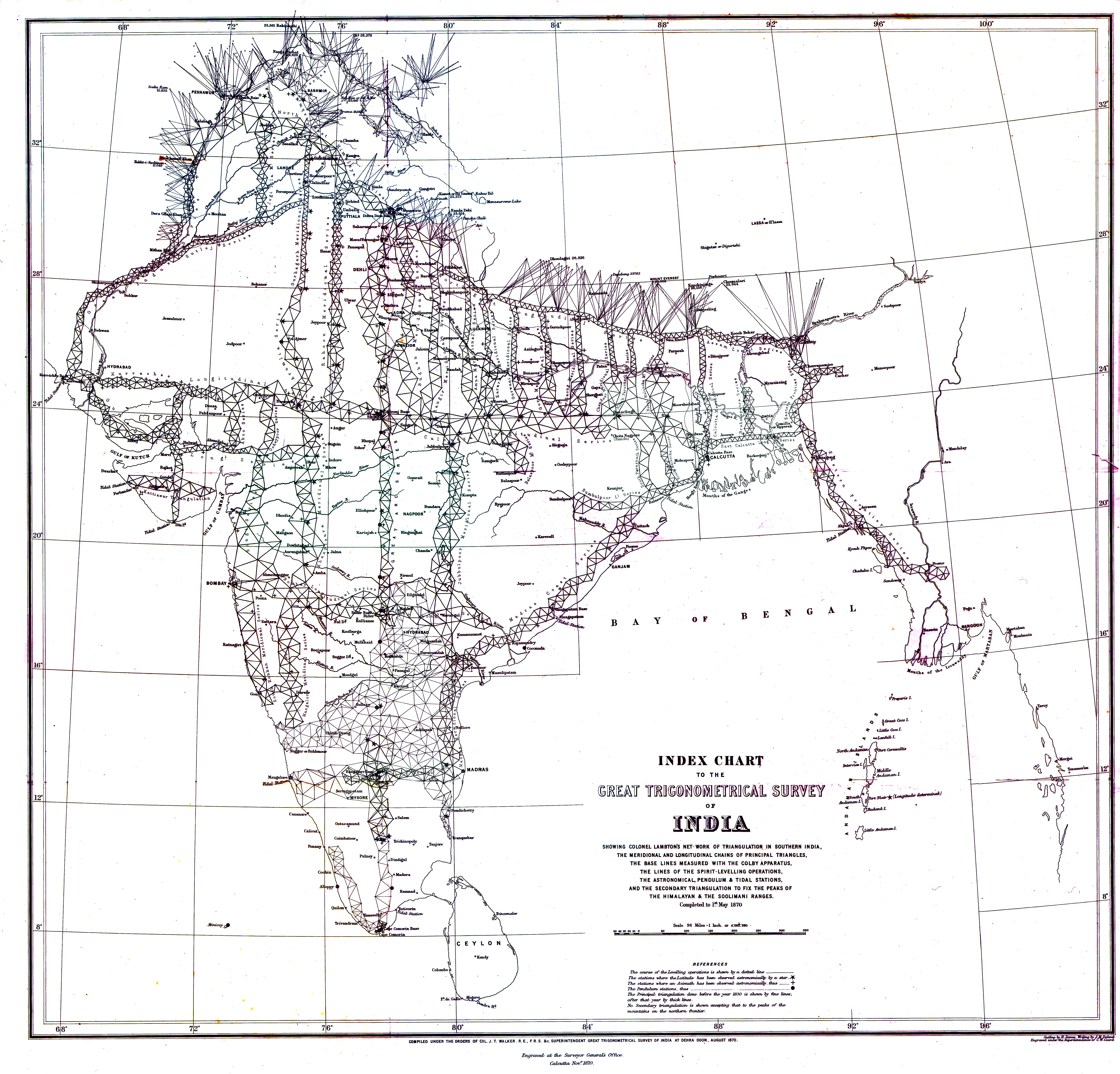
Карта трикутників і розрізів, використаних під час дослідження. Складено 1870 р.

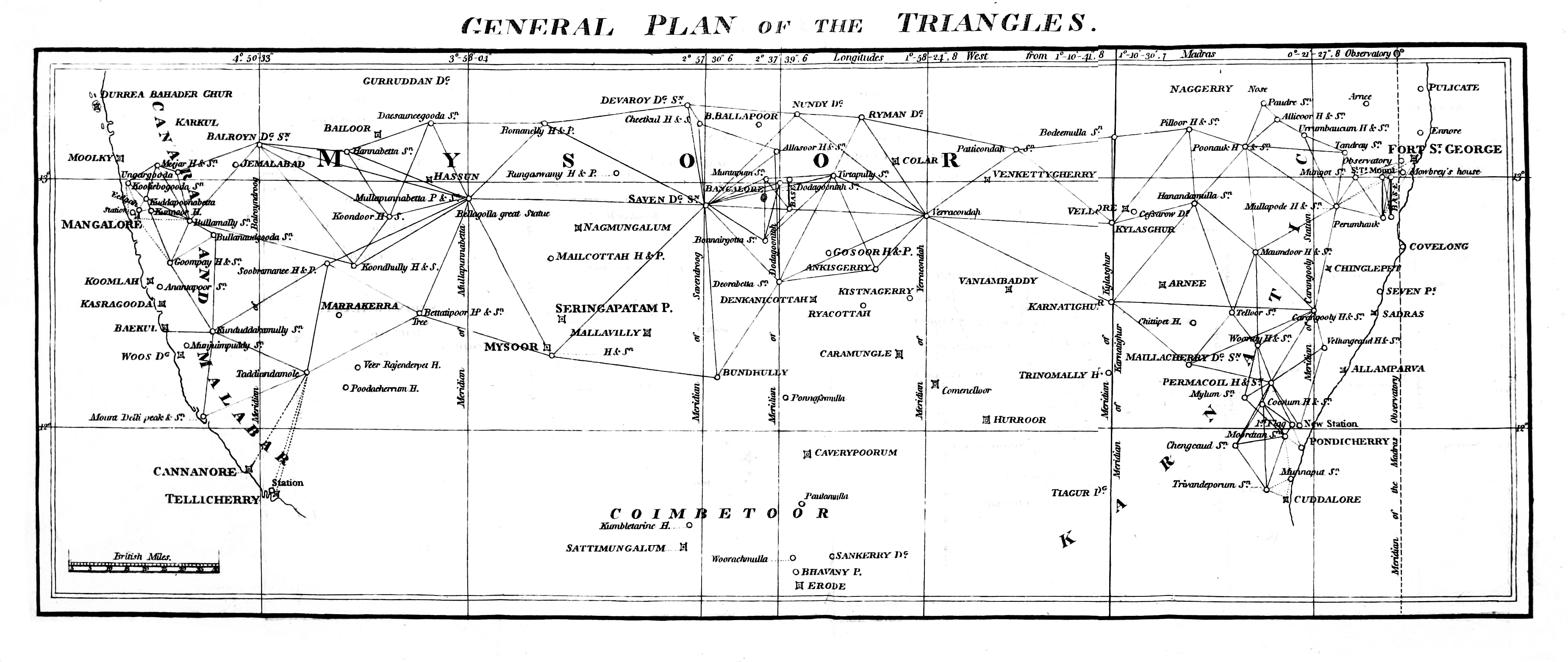
Перша триангуляція через Індостан

Велике тригонометричне дослідження (англ. Great Trigonometrical Survey) — геодезичне дослідження, що проводилося "Топографією Індії" упродовж більшої частини XIX століття. Керував дослідженням спочатку Вільям Ламбтон, потім Джордж Еверест. Серед безлічі досягнень під час цього проекту, можна відзначити демаркацію британських територій в Індії і виміри висоти вершин гір в Гімалаях, включаючи Джомолунгму, Чогорі (К2) і Канченджангу. Велике тригонометричне дослідження мало величезне наукове значення. В ході його було проведено перший в історії точний вимір довжини дуги довготи і вимір вертикального відхилення.

## Історія

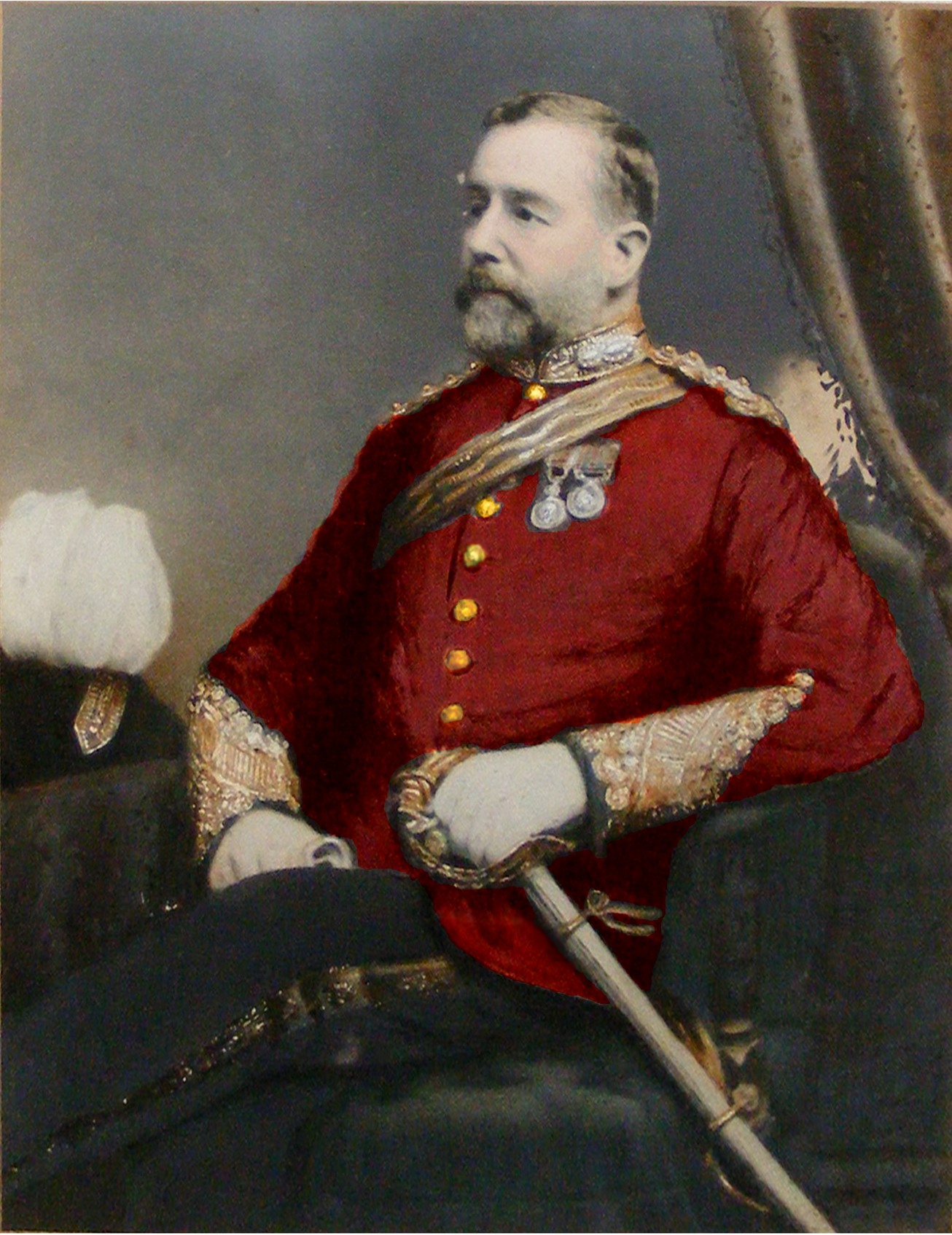
Полковник Томас Т. Картер, учасник III стадії ВТД.

Велике тригонометричне дослідження Індії розпочалося 10 квітня 1802 року з вимірювання геодезичного базису поблизу Мадраса (нині Ченнаї). Майор Ламбтон вибрав плоскі рівнини, на північ від яких розташований Пагорб св. Хоми, а на південь - піднесеність Перумбаук (Perumbauk). Довжина цієї базисної лінії склала 12,1 км. Лейтенант Катер (англ. Kater) був посланий, щоб знайти найбільш відповідні точки на пагорбах на заході, з яких було б видно морське узбережжя у Тлашері і Каннура. З цією метою було вибрано високі пагорби Езгімала і Тадіандамол. Відстань від берега до берега склала 580 км, і дослідження цієї берегової лінії було завершене в 1806 році.
Британська Ост-Індійська компанія планувала, що усе дослідження займе близько п'яти років, але, усупереч очікуванням, воно затягнулося більш ніж на 60 років, тривало і після повстання сипаїв 1857 року, і після закінчення періоду правління Ост-Індійської компанії в Індії(1757-1858) . Геодезисти не змогли провести тріангуляцію усієї території Індії, а замість цього побудували триангуляційні ланцюжки з півночі на південь і із заходу на схід. Часом кількість учасників цієї геодезичної експедиції доходила до 700 чоловік.

## Вимірювання базису
Первинні виміри місця розташування і висоти геодезичного базису робилися з найбільшою точністю, можливою в ті часи, оскільки точність усіх подальших геодезичних вимірів критично залежала від них. При розрахунках застосовувалися різні поправки, особливо на температуру. Дуже точно промірювалася будь-яка складчастість на плоских рівнинах, де були точки, що лежать постійно в тіні і менш схильні до теплового розширення.

## Поправки
Для досягнення найбільшої точності, враховувалися поправки на:
- відмінності фігури Землі від сфери;
- гравітаційні аномалії: вплив тяжіння гірських масивів на маятник;
- атмосферну рефракцію;
- висоту над рівнем моря.

## Керівники
У різні роки експедицію очолювали:
- 1818—1823 — Вільям Ламбтон[en];
- 1823—1843 — Джордж Еверест;
- 1843—1861 — Ендрю Скотт В[en];
- 1861—1884 — Джеймс Томас Вокер[en];
- 1885—1911 — Сідні Джеральд Буррард (англ. Sidney Gerald Burrard);
- 1912—1921 — Джеральд Понснбі Ленокс-Конінгхам (англ. Gerald Ponsonby Lenox-Conyngham).

## Ресурси Інтернету
- Вікісховище має мультимедійні дані за темою: Велике тригонометричне дослідження
- The Great Trigonometrical Survey of India in a Historical Perspective by Rama Deb Roy(англ.)